# Triathlon na Letnich Igrzyskach Olimpijskich 2008
Triathlon na XXIX Letnich Igrzyskach Olimpijskich w Pekinie rozgrywany był 18 i 19 sierpnia. Zawody odbyły się w Triathlon Venue.

## Konkurencje
Kobiety
- indywidualnie

Mężczyźni
- indywidualnie

W skład triathlonu wchodzą:
- pływanie
- kolarstwo
- biegi

## Polacy
Wśród 110 triathlonistów (55 kobiet, 55 mężczyzn) znaleźli się również reprezentanci Polski.
Kobiety
- Ewa Dederko – indywidualnie
- Maria Cześnik – indywidualnie

Mężczyźni
- Marek Jaskółka – indywidualnie

## Wyniki

### Kobiety

#### indywidualnie
| Lp. | Państwo           | Zawodniczka       | Czas         |
| --- | ----------------- | ----------------- | ------------ |
| 1.  | Australia         | Emma Snowsill     | 1:58.27,66 h |
| 2.  | Portugalia        | Vanessa Fernandes | + 1.06,97    |
| 3.  | Australia         | Emma Moffatt      | + 1.28,18    |
| 4.  | Stany Zjednoczone | Laura Bennett     | + 1.53,88    |
| 5.  | Japonia           | Juri Ide          | + 1.56,11    |
| 6.  | Szwajcaria        | Nicola Spirig     | + 2.02,82    |
| 7.  | Szwajcaria        | Daniela Ryf       | + 2.12,54    |
| 8.  | Nowa Zelandia     | Andrea Hewitt     | + 2.18,33    |
| –   | –                 | –                 | –            |
| 30. | Polska            | Ewa Dederko       | + 6.42,19    |
| 35. | Polska            | Maria Cześnik     | + 7.44,36    |

### Mężczyźni

#### indywidualnie
| Lp. | Państwo           | Zawodnik        | Czas    |
| --- | ----------------- | --------------- | ------- |
| 1.  | Niemcy            | Jan Frodeno     | 1.48,53 |
| 2.  | Kanada            | Simon Whitfield | 1.48,58 |
| 3.  | Nowa Zelandia     | Bevan Docherty  | 1.49,05 |
| 4.  | Hiszpania         | Javier Gómez    | 1.49,13 |
| 5.  | Hiszpania         | Iván Raña       | 1.49,22 |
| 6.  | Niemcy            | Daniel Unger    | 1.49,43 |
| 7.  | Stany Zjednoczone | Hunter Kemper   | 1.49,48 |
| 8.  | Dania             | Rasmus Henning  | 1.49,57 |
| –   | –                 | –               | –       |
| NU  | Polska            | Marek Jaskółka  | –       |